# 지 (성씨)
지(池, 智, 遲)씨는 중국과 한국의 성씨이다.

## 연못 지 池
지(池)씨는 중국 서하(西河)에서 나서 거주지의 이름으로 성(姓)을 삼았다. 지자화(池子華)는 진(秦)나라 승상(丞相)이었고, 지몽리(池夢鯉)는 송(宋)나라 함순(咸淳)년간에 과거에 장원급제(壯元及第)하였으며, 지원(池瑗)은 한(漢)나라 중모령(中牟令), 지광정(池光庭)은 송(宋)나라 진사(進士)였는데, 모두 장계(長溪) 사람이다.
지(池)씨는 2015년 대한민국 통계청 인구조사에서 153,491명으로 조사되어 성씨 인구 49위이다. 본관은 충주(忠州)가 대종이다.

### 충주 지씨
충주 지씨(忠州池氏) 시조 지경(池鏡, 903년 ~ 1003년)은 중국 홍농(弘農) 사람이며, 송(宋)나라 태학사(太學士)로서 봉사관(奉使官)이 되어 960년(광종 11년) 고려에 사신으로 왔다가 정착하여 금자광록대부(金紫光祿大夫) 태보평장사(太保平章事)에 이르렀다고 한다. 지경(池鏡)은 영산 신씨 시조 신경(辛鏡), 현풍 곽씨 시조 곽경(郭鏡) 등과 함께 팔경(八鏡；8학사)의 일원으로 고려에 왔다고도 하는데, 동래(東來)하였다는 시기가 문헌에 따라 다르게 나타난다. 지경의 묘는 평안남도 중화군 당악산 화산정에 있다.
6세 지종해(池宗海)가 문하시랑평장사(門下侍郞平章事)로 충원백(忠原伯)에 봉해지면서 충주를 본관으로 하였다.
10세 지자심(池資深)은 고려 신종 때 경상도 안찰사(按察使)를 지냈다.
15세 지윤(池奫)이 공민왕 때 판숭경부사(判崇敬府事)를 지내고, 우왕 때 문하찬성사(門下贊成事)·판판도사사(判版圖司事)가 되어 재상에 올랐다. 지윤의 딸은 조선 태조의 장남 진안대군(鎭安大君)비 삼한국대부인(三韓國大夫人) 충주 지씨이고, 성빈 지씨와 숙의 지씨는 정종(定宗)의 후궁으로서 덕천군(德泉君)과 도평군(桃平君), 의평군(義平君), 선성군(宣城君), 임성군(任城君)의 어머니다. 
16세 지용수(池龍壽)는 1365년(공민왕 14년) 상원수(上元帥)를 거쳐 1366년 첨의평리(僉議評理) 지문하성사(知門下省事)를 역임하였으며, 서북면상원수 겸 평양윤(平壤尹)이 되었다.
17세 지용기(池湧奇)는 공민왕 때 삼사우윤을 지내고, 우왕 때 예의판서를 거쳐 문하평리(門下評理)로서 왜구를 격퇴하였으며, 1389년(공양왕 1) 문하찬성사(門下贊成事)에 올랐다. 충원부원군(忠原府院君) 지용기의 아들 지유용(池有容)은 조선 세종 때 판의주목사(判義州牧使)를 역임하였다. 지용기의 6대손 지달하(池達河)는 성종 때 정3품 판교(判校)에 이르렀다.
지용도(池龍圖)의 6세손 지정(池淨)은 단종 때 우의정 정분(鄭苯)의 생질로서 충청도병마절도사에 제수되었으나, 계유정난 때 수양대군 일파에 의해 교살되고, 이조판서에 증직되었다. 
충주 지씨는 조선시대 문과 급제자 10명, 무과 급제자 86명, 생원·진사 36명을 배출하였다. 성종 때 현감(縣監) 지준(池浚)이 영의정 윤필상의 사위가 되었고, 그의 현손인 지여해(池汝海)는 병조참판, 지덕해(池德海)는 도승지로 추증되었다. 지성해(池成海)는 강령현감(康翎縣監)을 역임하였다. 지용기의 10세손인 지계최(池繼崔)는 인조 때 이괄의 난을 진압하여 진무공신에 책록됐다. 지천석(池天錫)은 이조참판(吏曹參判)에 추증되었고, 31세 지석영(池錫永)은 고종 때 형조참의(刑曹參議)를 지냈다. 지용기의 15대손 지청천(池靑天)은 한국광복군 총사령관을 역임하였다. 2015년 인구는 148,144명이다.

### 광주 지씨
광주 지씨(光州池氏) 시조 지훤(池萱)은 후백제 왕 견훤의 사위로서 무주(武州)의 성주(城主)였다.
중시조 지윤보(池允輔)는 대장군으로서 왕을 호종하여 1282년(충렬왕 8년) 2등공신이 되고, 지첨의부사(知僉議府事)로 치사하였다. 2015년 인구는 광주 지씨 45명, 광산 지씨 27명이다.

## 슬기 지 智
지(智)씨는 2015년 대한민국 통계청 인구 조사에서 6,070명으로 조사되었다. 본관은 봉산(鳳山) 단본이다.
봉주 지씨(鳳州智氏) 시조 지채문(智蔡文)은 1010년(고려 현종 1년) 중랑장(中郎將)으로서 거란을 격퇴하고, 1026년(현종 17년) 상장군 우복야(右僕射)에 올랐으며, 1031년(덕종 즉위년) 1등공신으로 추록되었다. 지채문의 아들 지맹(智猛)은 1055년(문종 9년) 상서좌복야(尙書左僕射)와 사공(司空)에 올랐다. 지채문의 증손 지녹연(智祿延)은 고려 인종 때 동지추밀원사(同知樞密院使)를 역임하였다. 조선조에서는 정묘호란(丁卯胡亂) 때 의병장으로 활약한 지득남(智得男)이 첨절제사(僉節制使)에 제수되었다. 봉주가 봉산으로 지명이 바뀌어 봉산 지씨(鳳山 智氏)라고도 한다.

## 더딜 지 遲
지(遲)씨는 2015년 대한민국 통계청 인구 조사에서 18명으로 조사되었다. 
『위서 관씨지』에 따르면 선비족 울지씨(尉遲氏)의 일부가 효문제 때 지(遲)씨로 변성되었다. 당나라의 울지경덕(蔚遲敬德)이 있다.
『삼국사기』에 백제 부흥운동을 전개한 지수신(遲受信)이 기록되어 있다.
조선 선조 때 권문해(權文海)가 저술한 『대동운부군옥(大東韻府群玉)』에 따르면 태원 지씨(太原遲氏)의 선계(先系)는 중국 산동성(山東省) 제남(濟南)에서 동래하였다고 기록되어 있다.